# Platinum Tour
Platinum Tour (también conocido como Crystal Light Presents the Platinum Tour) es la gira de conciertos como cabeza de cartel de la cantante de música country Miranda Lambert. El tour es en apoyo de su quinto álbum de estudio, Platinum y es presentado por Crystal Light.

## Antecedentes
La gira fue anunciada por primera vez en mayo de 2014, y comenzó el 10 de julio, con el partido de ida que finalizó el 20 de septiembre Miranda Lambert dice, «Platinum representa un estilo de vida para mí. Es el color de mi pelo, anillo de bodas, mi corriente de aire del remolque, por lo es sólo un paso natural para el nombre de mi nuevo álbum y su por eso que decidimos nombrar la gira Platinum también». Una segunda etapa se añadió más tarde que comienza el 2 de enero de 2015 y terminará el 26 de marzo.
Los shows esta en Cleveland, Cincinnati y Pittsburgh están separados de Burn It Down Tour de Jason Aldean donde servirá como acto de apertura.

## Sinopsis del concierto
Al principio de la serie, no es «un montaje que rinde homenaje a los pioneros femeninas», como Sally Ride. Luego, en una pantalla en negro, «un eslogan en el texto blanco» y en mayúsculas aparece diciendo: «Las mujeres bien educados rara vez hacen historia». Antes de que comenzara el espectáculo, "hubo una proyección del video musical de «Somethin 'Bad», su canción de éxito con Carrie Underwood. comienza el show con «Fastest Girl in Town» y cierra con «Gunpowder & Lead».

### Interacción del fan
Inspirado por la canción y el video de Lambert, «All Kinds of Kinds», Miranda Lambert quiere saber qué «tipo de tipo» los fanes son. Los asistentes al concierto podrán subido fotos de ellos mismos en línea para una oportunidad por su foto que se muestra en la pantalla grande durante el espectáculo.

## Artistas invitados
- Neal McCoy
- RaeLynn
- Florida Georgia Line
- Tyler Farr
- Justin Moore
- Thomas Rhett

## Lista de canciones
1. «Fastest Girl in Town»
2. «Kerosene»
3. «Platinum»
4. «Little Red Wagon»
5. «Baggage Claim»
6. «Hard Staying Sober»
7. «Over You»
8. «All Kinds of Kinds»
9. «Me and Charlie Talking»
10. «Babies Makin' Babies»
11. «Famous in a Small Town»
12. «Mississippi Queen» (cover de Mountain)
13. «Mama's Broken Heart»
14. «Bring Me Down»
15. «Smokin' and Drinkin»
16. «The House That Built Me»
17. «Automatic»
18. «New Strings»
19. «White Liar»
20. «Gunpowder and Lead»

Encore
1. «Gravity Is a Bitch»
2. «Somethin' Bad»